# Adrien Proust
Achille-Adrien Proust (ur. 18 marca 1834 w Illiers, zm. 26 listopada 1903 w Paryżu) – francuski lekarz, higienista. Ojciec Marcela Prousta i Roberta Prousta.

## Życiorys
Uczył się najpierw w szkole w Chartres, potem wyjechał na studia medyczne do Paryża. Tytuł doktora medycyny otrzymał w 1862 roku po przedstawieniu rozprawy poświęconej zagadnieniu idiopatycznej odmy opłucnowej. W 1885 otrzymał katedrę higieny w Paryżu, potem został wybrany do Akademii Medycyny. Współzałożyciel Office International d’Hygiène Publique, organizacji poprzedzającej WHO. Zajmował się higieną publiczną, zwalczaniem cholery, zagadnieniami neurologicznymi i psychiatrycznymi (afazja, neurastenia). W 1892 odznaczony Krzyżem Komandorskim Legii Honorowej.

## Wybrane prace
- Des différentes formes de ramollissement du cerveau, 1862
- De l’aphasie, 1872
- La défense de l’Europe contre le choléra, 1873
- Essai sur l’hygiène internationale, ses applications contre la peste, la fièvre jaune et le choléra asiatique, 1873
- Traité d’hygiène publique et privée, 1877
- Le choléra, 1883